# BKK Technoform
Die Betriebskrankenkasse Technoform, kurz BKK Technoform, ist eine deutsche Krankenkasse aus der Gruppe der Betriebskrankenkassen und Träger der gesetzlichen Krankenversicherung. Sie ist für folgende Bundesländer geöffnet: Baden-Württemberg, Bayern, Niedersachsen, Rheinland-Pfalz.
Ihren Ursprung hat die Kasse in den Unternehmen: Sartorius AG, KWS Saat, Sappi, Porzellanmanufaktur Fürstenberg, C. Behrens Alfeld, Fagus Grecon, Smurfit Kappa Herzberger Papierfabrik.
Der Zusatzbeitrag lag ab Juli 2020 bei 1,9 %. Seit Juli 2025 3,49 Prozent.

## Weblink
- Offizielle Website